# Princesa Aurora
La Princesa Aurora es la protagonista de la película de animación de 1959 La bella durmiente de Disney. Se la conoce también como "Rosa" ("Briar Rose" en la versión original en inglés) cuando vive en la casita del bosque llamada la Cabaña del Leñador con sus tres hadas madrinas Flora, Fauna y Primavera. El personaje también forma parte de la franquicia de Princesas Disney.

## Perfil

### Personalidad
La Princesa Aurora es la hija única del Rey Estéfano y la Reina Flor. Aurora es retratada como una chica amable, juguetona, tímida, gentil, y bastante ingenua, que ama a los animales y podía hablar con ellos. Su rasgo de personalidad más destacado es su pasión por el amor y es vista como una romántica empedernida. Las hadas buenas del reino la han bendecido con la belleza y el don del canto. Ella se siente sola la mayor parte de la película, ya que está aislada del castillo de su padre dónde ha nacido en una cabaña en el bosque llamada la Cabaña del Leñador con sus tres hadas buenas y madrinas Flora, Fauna y Primavera. 
En La Bella Durmiente, cuando llega de recoger las fresas, el hada Flora revela su nombre largo: Rosabelle.
Amante de las cosas simples de la vida, Aurora a menudo se pregunta por qué sus tías la tratan como a una niña. Ella desea conocer gente nueva, conocer nuevos lugares y tomar sus propias decisiones. 
Pero aun así, ya que es joven e ingenua sobre el mundo a su alrededor, ella siente que sus tías saben qué es lo mejor para ella y es muy obediente hacia ellas. Por ejemplo, escapa del Príncipe Felipe cuando se da cuenta de que está hablando con un extraño, algo que las hadas le habían dicho que no hiciera. También cuando está bajo el hechizo de la malvada bruja Maléfica y está a punto de tocar el eje, vacila cuando escucha las hadas decirle que no toque nada, solo para ser abrumada por el poder malvado de Maléfica. 
Es muy generosa y solo piensa en lo que otros quieren de ella, en lugar de lo que quiere para sí misma, ya que está de acuerdo en volver a su palacio, pensando que ella nunca verá a su verdadero amor de nuevo. 
En Cuentos Encantados: Sigue Tus Sueños, Aurora demuestra haber madurado desde la primera película. Se presenta muy responsable, trabajadora, segura de sí misma, cortés, segura y fuerte de mente. Es menos dependiente de sus tías y finalmente es capaz de hacer las cosas a su manera y tomar sus propias decisiones. También llega a creer que la perseverancia, el trabajo duro y pegada a algo todo el camino a través de todo lo que hace mejor en el largo plazo.

### Vestuario
Mientras Aurora está recluida en la casa del bosque llamada la Cabaña del Leñador, como una simple campesina y rebautizada con el nombre de Rosa, para esconderse y estar a salvo de la terrible ira de la malvada bruja Maléfica, ella usa un vestido negro, gris y blanco simple de campesina con una cinta de cabello de color negro. Luego, las tres hadas le hacen un vestido de baile para su introducción como una princesa, pero dos de las hadas, Flora y Primavera, no se ponen nunca de acuerdo entre ellas dos y discuten continuamente entre el azul y el rosa. A lo largo de la segunda mitad de la película, el vestido de Aurora cambia de azul a rosa, como las hadas usan sus varitas. Sin embargo, el vestido oficial de Disney de la Princesa Aurora, la Bella Durmiente, es de color rosa, por lo que el hada Flora ha ganado la discusión con el hada Primavera. En Cuentos Encantados: Sigue Tus Sueños de Disney, ella usa un camisón azul pálido con una cinta de juego y lo transforma en un vestido de oro para ir con la joyería como un ensayo general para el banquete.

## Apariciones

### La Bella Durmiente
Tras nacer Aurora, hija del Rey Estéfano y la Reina Leah, cada una de las tres hadas Flora, Fauna y Primavera le dan un don a la princesa. Flora le da el don de la belleza, Fauna le da el don de una melodiosa voz y cuando Primavera va a darle su don, aparece la malvada hechicera Maléfica y le lanza un hechizo a Aurora: el día que cumpla los dieciséis años, antes de que haga de noche, se pinchará el dedo con el huso de una rueca y morirá. Pero Primavera le lanza un conjuro en lugar de su don para romper un poco el hechizo de Maléfica, para que Aurora no muera, sino que solo duerma hasta que sea despertada cuando reciba el primer beso de amor verdadero.
Para mantenerla a salvo hasta entonces, las tres hadas se la llevan durante dieciséis años a una casita del bosque abandonada llamada la Cabaña del Leñador hasta que cumpliera dieciséis años para evitar el maleficio, y mientras está por el bosque el día de su decimosexto cumpleaños por la mañana se encuentra al Príncipe Felipe, enamorándose el uno del otro sin saber sus verdaderas identidades.
Ambos acuerdan volver a verse esa noche, pero las hadas deben llevarla de vuelta al castillo de sus padres. Allí Maléfica está esperando a Aurora para que se pinche con el huso de la rueca, cumpliéndose su maldición. Para que nadie lo descubra, las tres hadas hacen dormir al resto de gente en el palacio, y Flora descubre que el muchacho del que Aurora se enamoró era el Príncipe Felipe, al que tiene secuestrado Maléfica.
Tras rescatar las hacas a Felipe y vencer en equipo a Maléfica, Felipe le da un beso de amor verdadero a Aurora y ésta se despierta. Todo termina en un baile pasa celebrar que Aurora ha despertado y es bienvenida en el reino ante sus padres.

### Las llaves del reino
En el comienzo de la película Cuentos Encantados: Sigue Tus Sueños, la Princesa Aurora se presenta a sí misma. Esto es muy importante, ya que poco se puede conocer acerca de la personalidad de la Princesa Aurora de la primera película. Después de que ella hace una pregunta, guía al espectador a su historia, Las llaves del reino, donde su padres le dicen que ser una princesa es difícil. Luego, después de que sus padres, el Rey Huberto y el príncipe Felipe se van, ella tiene algunas tareas que hacer, como una princesa. Durante el número musical "Llaves al Reino", le ordena a sus sirvientes que cocinen alimentos, planten tulipanes, lirios, y naranjos, corten topiarias, y pinten los enrejados de color rosa. Ella ha sido llevada a la sala del trono en la que pueden esperar a sus invitados a venir a la fiesta. Más tarde, el duque torpe le ayuda a firmar los formularios y comentarios de lo que ha encontrado. Hay un discurso de invitación que el Rey Huberto ha olvidado. Ella inmediatamente envía a las tres hadas buenas y una de ellas tres, Primavera, le presta su varita mágica y le dice que tiene que ser específica con lo que le pida a la varita mágica. Cuando la utiliza para hacer que unas vacas marrones aparezcan, una de ellas le da un cabezazo al duque. A continuación, se las arregla para vender las vacas para el productor que conoce y los otros campesinos que esperan demasiado tiempo. Luego de que su familia y las hadas buenas vuelven, todos juntos asisten a un banquete y después de disfrutar de él, incluso con un ave de corral cayendo en la mesa delante de los tres reyes, habla acerca de cómo ella disfrutó sus propias obligaciones, agradece por ver su historia y se despide.

### Maléfica
La princesa Aurora en version de imagen real interpretada por Elle Fanning pero diferente, es una niña curiosa y reflexiva que desarrolla un vínculo con la naturaleza que rivaliza sólo con Maléfica. Pero a medida que crece, Aurora está atrapada en medio del conflicto entre el reino forestal que ha crecido para amar y el reino humano que tiene su legado, también conoce al Príncipe Felipe, fue hechizada desde su nacimiento por la ira de Maléfica por la traición y el daño que causó el Rey Estefano por arrancar sus alas y engañarla. Al enterarse Aurora de su hechizo decide regresar al palacio a ver a su padre pero su madre falleció, entonces el Rey Estefano decide encerrarla en su habitación como refugio pero sin darse cuenta de que entre las paredes hubo un pasadizo que le lleva a Aurora hacia el sótano un cuarto lleno de ruecas viejas siendo destinada se pincha el dedo mientras que Maléfica intentó impedirlo.

### Maléfica: Mistress of Evil
Cinco años después de los acontecimientos en Maléfica, Aurora ahora es la gobernante actual del Páramo y la hija adoptiva de Maléfica.  
Diaval, el cuervo y confidente de Maléfica, escucha a Felipe proponerle matrimonio a Aurora. Cuando él ha transmitido esto a Maléfica, ella desaconseja la unión, pero Aurora insiste en que se demostrará que está equivocada.
Los padres de Felipe organizan una cena íntima, después de haber invitado a Aurora, Maléfica y Diaval, más tarde Aurora descubre los planes de  la Reina Ingrith por lo que lo encierran y lucha por salvar a Maléfica y el Páramo.
Tras la guerra Maléfica distraída, Ingrith dispara su ballesta. Maléfica salva a Aurora, pero es golpeada por la flecha y se muere disolviéndose en cenizas. Devastada, Aurora se pone a llorar, pero después de que las lágrimas de Aurora caen sobre las cenizas, Maléfica renace como un Fénix. Horrorizada y enfurecida, Ingrith arroja a Aurora fuera de la torre, lo que lleva a Maléfica a rescatarla nuevamente. Felipe forja la paz entre las hadas y los humanos y los soldados de Ulstead se retiran. Maléfica vuelve a su forma de hada y finalmente le da a Aurora y Felipe su bendición, al darse cuenta de que están juntos.
Después de que Aurora y Felipe se casaron, Maléfica regresa a las ciénagas con los otros Dark Fae, enseñando a las jóvenes hadas a volar. Ella promete regresar cuando haya un bautizo para el futuro hijo de Aurora y Felipe.

## Parques Disney

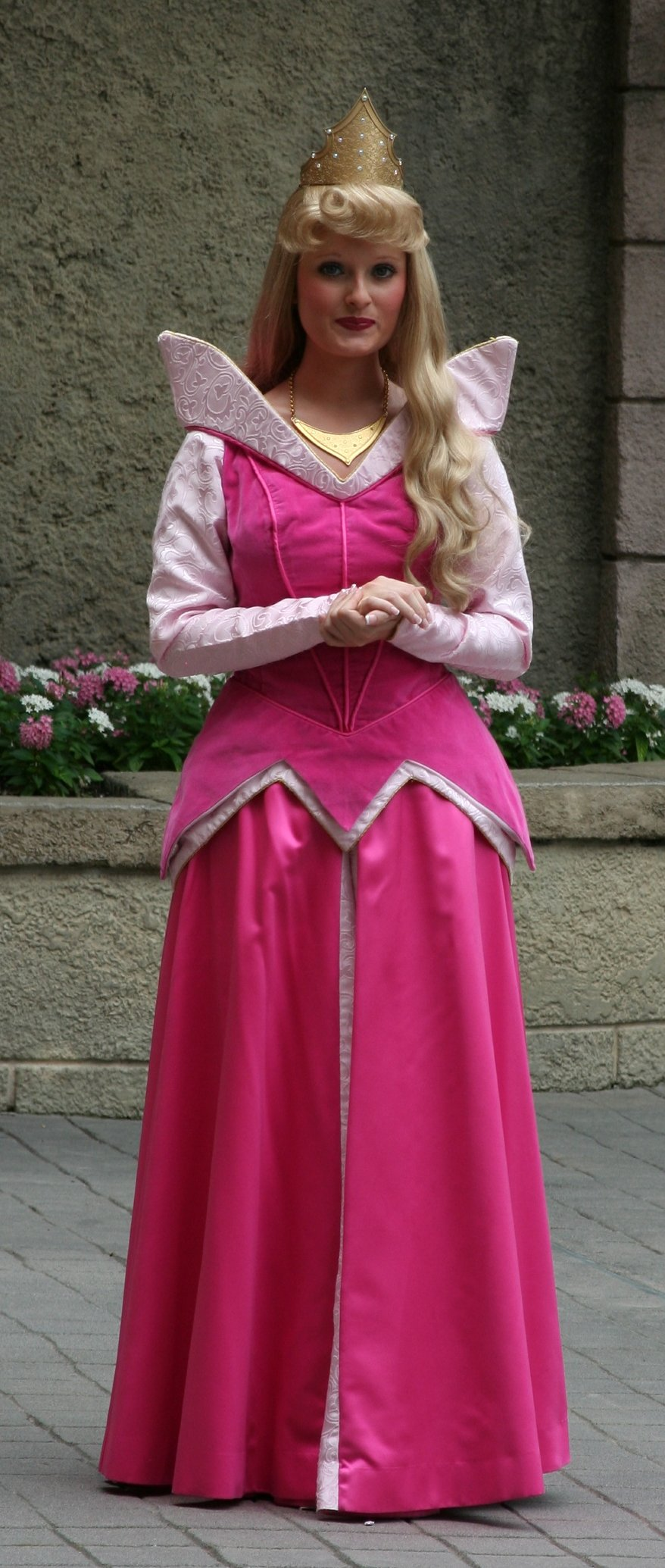
Aurora en Epcot.

Aurora aparece en los parques Disney como personaje para conocer y saludar, además de en algunos espectáculos en vivo.